# Florala
Florala é uma cidade localizada no estado americano do Alabama, no Condado de Covington.

## Demografia
Segundo o censo americano de 2000, a sua população era de 1964 habitantes.
Em 2006, foi estimada uma população de 1910, um decréscimo de 54 (-2.7%).

## Geografia
De acordo com o United States Census Bureau, a localidade tem uma área de 28,3 km², dos quais 27,2 km² cobertos por terra e 1,1 km² cobertos por água. Florala localiza-se a aproximadamente 88 m acima do nível do mar.

## Localidades na vizinhança
O diagrama seguinte representa as localidades num raio de 32 km ao redor de Florala.